# Llista de ciutats i viles de São Tomé i Príncipe

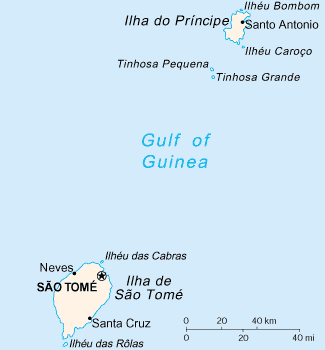
Mapa de São Tomé i Príncipe

Aquesta és una llista de ciutats i viles de São Tomé i Príncipe. Aquí hi ha les ciutats i viles amb una població superior a 300 habitants. Les dades dels cens són del 4 d'agost de 1991, 25 d'agost de 2001, i 1 de gener de 2005:
| Ciutats de São Tomé i Príncipe |                    |           |           |              |             |
| Rank                           | Lloc               | Població  | Població  | Població     | Districte   |
| Rank                           | Lloc               | Cens 1991 | Cens 2001 | Estimat 2005 | Districte   |
| 1.                             | São Tomé (capital) | 42,331    | 49,957    | 56,166       | Água Grande |
| 2.                             | Santo Amaro        | 5,878     | -         | 8,239        | Lobata      |
| 3.                             | Neves              | 5,919     | 6,635     | 7,392        | Lembá       |
| 4.                             | Santana            | 6,190     | 6,228     | 6,969        | Cantagalo   |
| 5.                             | Trindade           | -         | 6,049     | 6,636        | Mé-Zóchi    |
| 6.                             | Santa Cruz         | -         | 1,862     | 2,045        | Mé-Zóchi    |
| 7.                             | Pantufo            | -         | 1,929     | 2,169        | Água Grande |
| 8.                             | Guadalupe          | -         | 1,543     | 1,734        | Lobata      |
| 9.                             | Santo António      | 1,000     | 1,010     | 1,156        | Pagué       |
| 10.                            | Santa Catarina     | -         | -         | 971          | Lembá       |
| 11.                            | Porto Alegre       | -         | -         | 334          | Caué        |

## Altres
- Bom Successo
- Ribeira Afonso
- São João dos Angolares